# Герб комуни Вестервік
Герб комуни Вестервік (швед. Västerviks kommunvapen) — символ шведської адміністративно-територіальної одиниці місцевого самоврядування комуни Вестервік. 

## Історія
З XVI століття відомі печатки міста Вестервік із зображенням вітрильного корабля. На печатці 1571 року корабель доповнює зірка, а на печатці з 1587 року додана літера «W». На пізніших зображеннях герб подається лише з парусником.

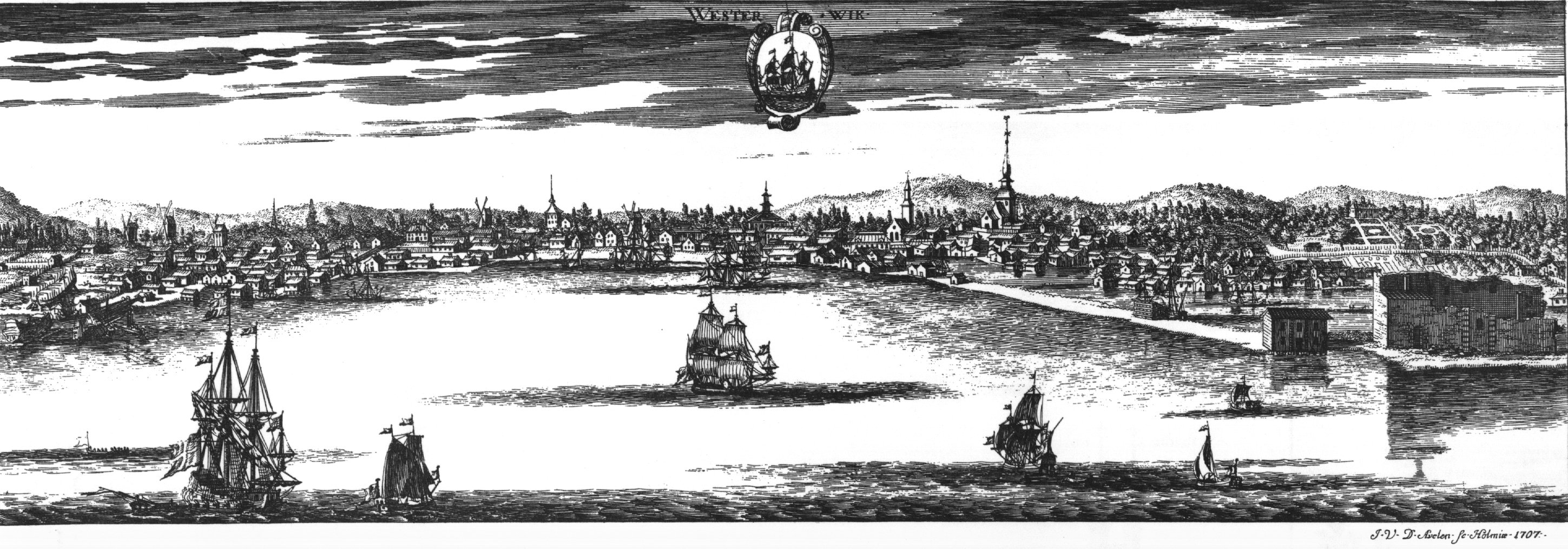
Герб на гравюрі з панорамою міста Вестервік (біля 1700 р.)

Герб міста Вестервік отримав королівське затвердження 1931 року. 
Після адміністративно-територіальної реформи, проведеної в Швеції на початку 1970-х років, муніципальні герби стали використовуватися лишень комунами. Цей герб був перебраний 1971 року для нової комуни Вестервік.
Герб комуни офіційно зареєстровано 1974 року.

## Опис (блазон)
У синьому полі золотий корабель з розгорнутим вітрилом. 

## Зміст
Корабель уособлює порт і розвинене мореплавство.  